# Paruyr Hayrikyan
Paruyr Hayrikyan (Erevan, 5 luglio 1949) è un politico, scrittore e compositore armeno, ex dissidente sovietico e uno dei leader del movimento democratico in Unione Sovietica. È anche scrittore e compositore, autore di numerose canzoni patriottiche armene.

## Biografia
Frequenta le scuole superiori a Nubarashen, e in questi anni fonda l'"Unione Armena della Gioventù". Nel 1966 viene ammesso all'Università Statale di Ingegneria dell'Armenia. L'anno successivo aderisce al partito clandestino del National United Party.

### Attività politica
Il 5 luglio 1995 viene eletto parlamentare, nelle file del partito da lui fondato.